# ザ・ナイト・カムズ・ダウン
「ザ・ナイト・カムズ・ダウン」はイギリスのロックバンド、クイーンの楽曲である。

## 概要
ブライアン作曲でファースト・アルバム『戦慄の王女』に収録された楽曲。
1972年5月にディ・レーン・リー・スタジオでデモテープに録音された。しかし、他のアルバムに収録されている曲とは違いトライデント・スタジオで再録音はされずに、ディ・レーン・リー・スタジオで録音されたデモ・テープをリミックスして収録された。ブライアンによると 「“The Night Comes Down”を再録するのには絶対に反対だった。なぜなら既に私が望んでいた通りのサウンドだったから。そしてロイ・ベイカーもそれに共感してくれたんだ。彼は“わかるよ。それならリミックスだけにしよう”と言ってくれた」ということである。
ブライアンは本作について「“The Night Comes Down”は、アコースティック・ギターを基調にしている。古き美しき僕のアコースティック・ギターだ。けれども、ギター・ハーモニーは、全てエレクトリック・ギターだ。当時、人々は『エレクトリック・ギターとアコースティック・ギターを混ぜ合わせるのは無理だ』と言っていた。エレクトリック・ギターはアコースティック・ギターにとっては音が大きすぎる、とね。僕は『まさか、冗談言うなよ。そんなのは、混ぜ合わせるバランスの問題でしかないんだ』と反論したものさ。“The Night Comes Down”はその実証のようなものだった。『そうだよ、僕らならこれをやれる。自分たちのルールを作れるんだ！』とね」と語っている。またこのアコースティックギターは、すごく安いものを改造したものである。
また歌詞には「Luce was high and so was I dazzling.」とあり、「ルーシー・イン・ザ・スカイ・ウィズ・ダイヤモンド」の言及が含まれる。

## リミックス
『『戦慄の王女(クイーンI)』コレクターズ・エディション』から本作のリミックス版がシングル発売された。
ミックス・プロデュースは、ジャスティン・シャーリー=スミス、ジョシュア・J・マクレー、クリス・フレドリクソン。
これに合わせて、ミュージック・ビデオが公開された。1970年代初期のイメージをもとに、AIによる映像と実際のクイーンの映像が織り交ぜられている。
ブライアンは 「当時の私はこう考えていた。“少なくともオリジナルが壊されずに残っている。これはひとつの代替案だ。そして、いつかオリジナルに戻れる日が来るかもしれない”ってね。そして今、それを成し遂げたんだ」と述べている。

## 担当
※出典
- フレディ・マーキュリー-リード・ボーカル
- ブライアン・メイ-エレクトリック・ギター、アコースティック・ギター、バッキング・ボーカル
- ロジャー・テイラー-ドラム、パーカッション、バッキング・ボーカル
- ジョン・ディーコン-ベース・ギター